# Пеньківська сільська рада (Костопільський район)
Пе́ньківська сільська́ ра́да — орган місцевого самоврядування в Костопільському районі Рівненської області. Адміністративний центр — село Пеньків.

## Загальні відомості
- Територія ради: 62,29 км²
- Населення ради: 685 осіб (станом на 2001 рік)

## Населені пункти
Сільській раді підпорядковані населені пункти:
- с. Пеньків
- с. Брюшків
- с. Мар'янівка
- с. Олександрівка

## Склад ради
Рада складається з 14 депутатів та голови.
- Голова ради: Борейчук Юрій Петрович
- Секретар ради: Чайковська Наталія Миколаївна

### Керівний склад попередніх скликань
| Прізвище, ім'я, по батькові | Основні відомості                                                                                        | Дата обрання | Дата звільнення |
| --------------------------- | --- | ------------ | --------------- |
| Борейчук Юрій Петрович      | Сільський голова, 1973 року народження, освіта середня спеціальна                                        | 26.03.2006   | 31.10.2010      |
| Борейчук Юрій Петрович      | Сільський голова, 1973 року народження, освіта середня спеціальна, член політичної партії «Наша Україна» | 31.10.2010   |                 |

Примітка: таблиця складена за даними сайту Верховної Ради України